# Podbabské skály
Přírodní památka Podbabské skály se nalézá na území Prahy 6 nedaleko Lysolajů, mezi městskými částmi Praha - Bubeneč a Praha - Sedlec. Jedná se o strmé skalní útvary ležící nad železniční tratí. V horních partiích na sprašových půdách roste teplomilná převážně bylinná vegetace a nižší keře. Na území se vyskytují vzácné druhy bezobratlých. Nacházejí se zde jedna renovovaná boží muka a Ovčí Hrádek pána z Kozího Hrádku.

## Historie
K formování útvaru došlo již v proterozoiku a je součástí Barrandienu.

## Důvod ochrany

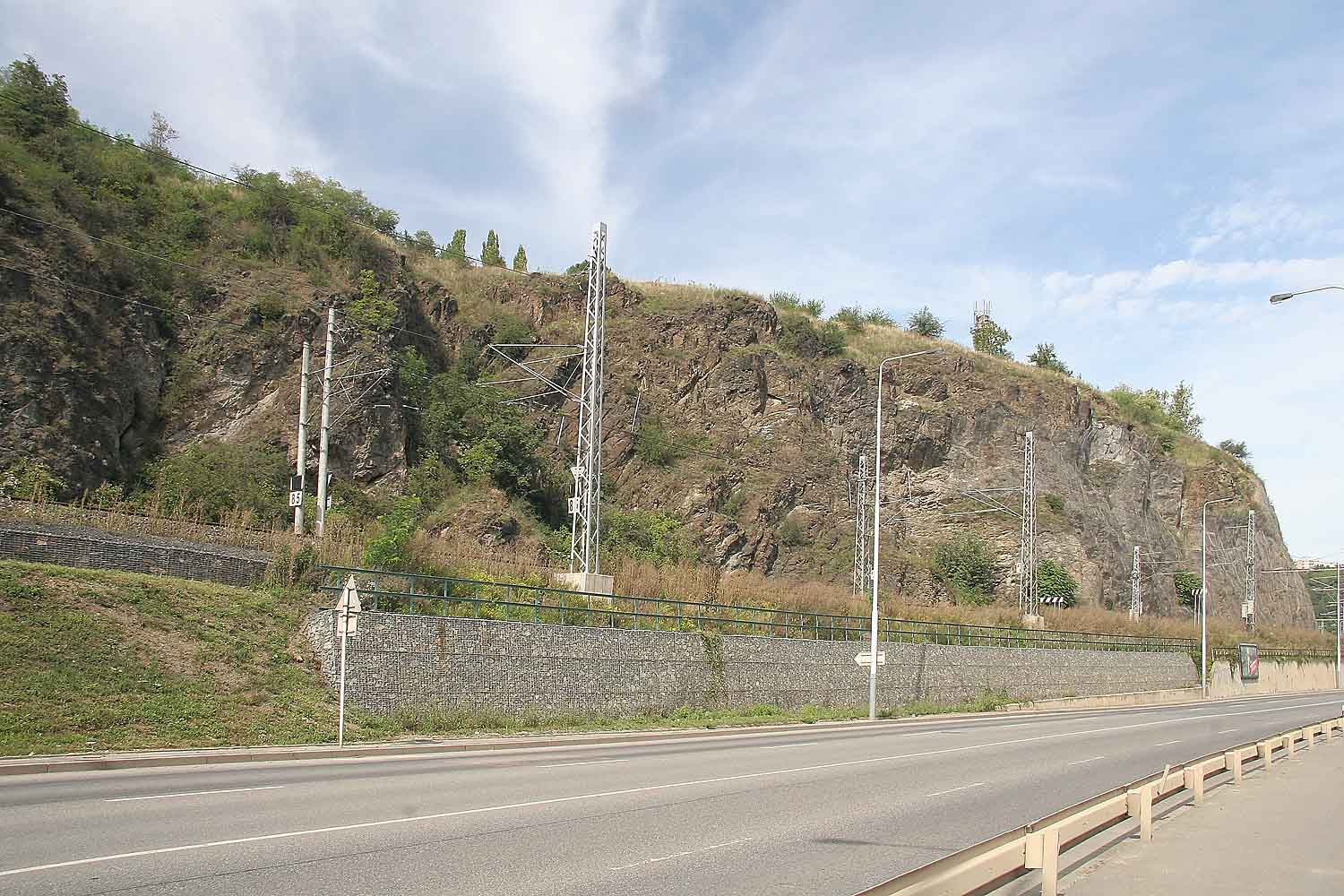
Pohled z vltavského břehu

Důvodem pro vyhlášení přírodní památky byla ochrana rostlinných společenstev skal, skalních a hlinitých stepí s výskytem chráněných a ohrožených druhů rostlin a živočichů.

## Flóra
Na území přírodní památky rostou mnohé vzácné druhy rostlin: česnek chlumní, rozchodník bílý, trýzel škardolistý (Erysimum crepidifolium), kostřava walliská, pryšec sivý, kavyl Ivanův, křivatec český, tařice skalní a rozrazil ladní.

## Fauna
Území PP je útočištěm pro mnoho stepních druhů hmyzu, významný je například výskyt otakárka ovocného. Z obratlovců se zde vyskytuje ještěrka obecná a slepýš křehký.